# East of Scotland Championships 2018
Die East of Scotland Championships 2018 im Badminton fanden vom 10. bis zum 11. März 2018 in Edinburgh statt.

## Sieger und Platzierte
| Disziplin    | Gold                              | Silber                         | Bronze                           |
| ------------ | --------------------------------- | ------------------------------ | -------------------------------- |
| Herreneinzel | Ben Torrance                      | Matthew Carder                 | Ciar Pringle                     |
| Herreneinzel | Ben Torrance                      | Matthew Carder                 | Danny Leinster                   |
| Dameneinzel  | Lauren Middleton                  | Britt Ashton                   | -                                |
| Herrendoppel | Danny Leinster Steven Stewart     | Matthew Carder Ben Torrance    | Jack Macgregor Ciar Pringle      |
| Herrendoppel | Danny Leinster Steven Stewart     | Matthew Carder Ben Torrance    | Lloyd Holland Jack Riddell       |
| Damendoppel  | Lauren Middleton Sarah Sidebottom | Britt Ashton Rachel Cameron    | -                                |
| Mixed        | Ben Torrance Sarah Findlay        | Alistair Gordon Rachel Cameron | Keith Campbell Suzanne Zwane     |
| Mixed        | Ben Torrance Sarah Findlay        | Alistair Gordon Rachel Cameron | Lewis Gallacher Sarah Sidebottom |